# Luci Collin
Luci Collin (Curitiba, 1964) é uma escritora  brasileira. 
Luci Collin é ficcionista, poeta, educadora e tradutora. Tem mais de vinte livros publicados entre os quais Querer falar (Finalista do Prêmio Oceanos 2015), A palavra algo (Prêmio Jabuti, poesia, 2017), Rosa que está (Finalista do Prêmio Jabuti 2020) e Dedos impermitidos (contos, 2021, Prêmio Clarice Lispector – Biblioteca Nacional). Participou de diversas antologias nacionais e internacionais (nos EUA, Alemanha, França, Bélgica, Uruguai, Argentina, Peru, Equador e México). Na USP concluiu o Doutorado em Estudos Linguísticos e Literários em Inglês e dois estágios pós-doutorais em literatura irlandesa. É professora aposentada do Curso de Letras da UFPR e atua na pós-graduação em Tradução Profissional da PUC-PR. Já traduziu grandes autores como Henry James, Virginia Woolf, Gertrude Stein, E. E. Cummings e Seamus Heaney, entre muitos outros. Ocupa a Cadeira 32 na Academia Paranaense de Letras.   
CV eletrônico em:  http://lattes.cnpq.br/9755511534456066
[carece de fontes?]. 

## Biografia
Graduou-se em Música - Piano/Performance pela Escola de Música e Belas Artes do Paraná (1985), Letras - Português/Inglês pela Universidade Federal do Paraná (1989) e Percussão Clássica pela Escola de Música e Belas Artes do Paraná (1990). 
Concluiu o Mestrado em Letras - Literaturas de Língua Inglesa na UFPR (1993), defendendo a dissertação "The Quest Motif in Snyder's The Back Country", e o Doutorado em Estudos Linguísticos e Literários em Inglês pela Universidade de São Paulo (2003), com a tese "A Composição em Movimento: A Dinâmica Temporal e Visual nos Retratos Literários de Gertrude Stein". 
Posteriormente, realizou dois estágios de pós-doutorado em Literatura Irlandesa na USP (2010 e 2017). De 1999 a 2019, integrou o corpo docente do Departamento de Letras Estrangeiras Modernas da UFPR, onde ministrou disciplinas sobre Literaturas de Língua Inglesa e Tradução Literária. Em 2000, representou o Brasil no Projeto Literário da EXPO, em Hannover, Alemanha.
É membro da Academia Paranaense de Letras, ocupando a Cadeira n.º 32.

## Prêmios e indicações
| Ano  | Prêmio                     | Nomeação           | Categoria | Resultado | Ref.  |
| ---- | -------------------------- | ------------------ | --------- | --------- | ----- |
| 2015 | Prêmio Oceanos             | Querer Falar       | Poesia    | Finalista | [ 4 ] |
| 2017 | Prêmio Jabuti              | A palavra algo     | Poesia    | 2º Lugar  | [ 5 ] |
| 2022 | Prêmio Biblioteca Nacional | Dedos impermitidos | Conto     | 3º Lugar  | [ 6 ] |

## Crítica
Em 1984, aos 19 anos, lançou seu primeiro livro, Estarrecer (poesia), que recebeu aclamação da crítica:
Dias Gomes destacou: “Você tem talento demais e isso será reconhecido, estou certo, mais dia menos dia. Sem favor, sem delicadeza, sem charme, você é um Poeta. Com P grande... Foi uma alegria descobrir você.” 
Henfil, por sua vez, exclamou: “Minha opinião? Sincera? 'Meu Deus, ela tem 19 anos só?! Que mulher, que mulher!'” 
Paulo Leminski enfatizou sua admiração pelo domínio técnico da jovem autora, afirmando: “Estou admirado com o nível técnico desta jovem poeta, nesta geração que pensa que qualquer coisa é poesia.”

## OBRA
POESIA
- Estarrecer (1984. Editora Astarte - Curitiba)
- Espelhar (1991, editora SEEC- PR)
- Esvazio (1991, edição do Autor)
- Ondas e Azuis (1992, edição do Autor)
- Poesia Reunida (1996, editora Alcance - RS)
- Todo Implícito (1997, editora Alcance/RS)
- Trato de silêncios (2012, 7letras, Rio de Janeiro)
- Querer falar (2014, 7 letras, Rio de Janeiro) - Finalista do Prêmio Oceanos 2015.[7]
- A palavra algo (2016, Editora Iluminuras, São Paulo - recebeu o Prêmio Jabuti 2016 - POESIA 2o lugar - )
- Antologia poética 1984 - 2018 (2018, Curitiba - Kotter Editorial e São Paulo Ateliê Editorial)
- Rosa que está (2019, Editora Iluminuras, São Paulo - Finalista do Prêmio Jabuti 2020)
- Olho reavido (2022, Editora Iluminuras, São Paulo)
- CONTO
- Lição Invisível (1997, editora SEEC - PR - Finalista da 5 a. Bienal Nestlé de Literatura, 1991; recebeu a "Láurea Newton Sampaio - Melhor Autor Paranaense" no Concurso Nacional de Contos SEEC/PR 1994)
- Precioso Impreciso (2001, editora Ciência do Acidente - SP)
- Inescritos (2004, editora Travessa dos Editores - Curitiba)
- Vozes num Divertimento (2008,editora Travessa dos Editores - Curitiba)
- Acasos Pensados (2008, editora Kafka Edições - Curitiba)
- A árvore todas (2015, Editora Iluminuras, São Paulo)
- A peça intocada (2017. Editora Arte & Letra - Curitiba)
- Dedos impermitidos (2021. Editora Iluminuras, São Paulo - Prêmio Clarice Lispector - Conto - 3o. lugar - Prêmio Literário Biblioteca Nacional 2022)
- ROMANCE
- Com Que se Pode Jogar (2011, Kafka Edições - Curitiba// reedição 2021, Editora Arte & Letra, Curitiba)
- Nossa Senhora D'Aqui (2015,2020, Editora Arte & Letra, Curitiba)
- Papéis de Maria Dias (2018, Editora Iluminuras, São Paulo) - romance adaptado por Edson Bueno para a peça teatral "Papéis de Maria Dias" - Teatro Guaíra - 2018 - Direção de Carolina Meinerz e Letícia Guimarães
- Fascinação - em parceria com Flavio de Souza. (2019, Editora Kotter, Curitiba, e Ateliê Editorial, São Paulo)
- PARTICIPAÇÃO EM ANTOLOGIAS
- Anna Blume und zurück - Poetische Antworten auf An Anna Blume von Kurt Schwitters, Göttingen, Verlag, 2000.
- PASSAGENS - Antologia de Poetas contemporâneos do Paraná - Seleção e Apresentação Ademir Demarchi - Curitiba, Coleção Brasil Diferente, SEEC, 2002.
- Geração 90: os transgressores. Nelson de Oliveira (org.) São Paulo, Boitempo Editorial, 2003.
- 25 mulheres que estão fazendo a nova literatura brasileira. Luiz Ruffato (org.) RJ, Record, 2004.
- Poesia Sempre Ano 13 N. 22 , RJ, Biblioteca Nacional, 2006.
- 90-00: cuentos brasileños contemporáneos, Maria Alzira Brum Lemos e Nelson de Oliveira (orgs), Peru, Ediciones Copé, 2009 e México, Universidad Veracruzana, 2012.
- 48 contos paranaenses Luiz Ruffato (org.) Curitiba, BPP, 2014.
- 101 poetas paranaenses. Antologia de escritas poéticas do século XIX ao XXI - Ademir Demarchi (org.) . Curitiba, BPP, 2014.
- Translações - Literatura em trânsito. Assionara Souza (org.). Curitiba, FCC, 2014.
- Pessoa. Littérature Brésilienne contemporaine. Leonardo Tonus (org.) France - Mombak, Ed. spéciale - Salon du Livre de Paris 2015.
- Plurivozes americanas. Gisele Giandoni Wolkoff (Org.) Curitiba, CRV, 2015.
- Blasfêmeas - mulheres de palavra Marília Kubota e Rita Lenira de Freitas Bittencourt, Porto Alegre, Casa Verde, 2016.
- Ficcionais vol 2 - Escritores revelam o ato de forjar seus mundos. Pernambuco, CEPE, 2016.
- Conversas de botequim - 20 contos inspirados em canções de Noel Rosa. Henrique Rogrigues e Marcelo Moutinho (orgs.). RJ, Mórula Editorial, 2017.
- O que resta das coisas. Ricardo Barbarena (org.). Porto Alegre: Editora Zouk, 2018.
- A vida íntima das histórias. Rogério Pereira (org.). Curitiba: Instituto Paranaense de Arte, 2018.
- Canção de amor para João Gilberto Noll. Luis Alberto Brandão (org.). Belo Horizonte: Relicário Edições, 2019.
- Quando a delicadeza é uma afronta - Cult Antologia Poética. Tarso de Melo (org.). São Paulo: Cult, 2019
- Poetas contemporâneas do Brasil - Dossiê  do Projeto p-o-e-s-i-a. (organização Beatriz Azevedo) Campinas, Unicamp, 2021.
- Poemas de Amor - Shakespeare, Camões, Machado, Florbela, Lorca e outros 115 poetas de ontem e de hoje - Walmir Ayala (seleção e org.) - André Seffrin (revisão e atualização), RJ: Editora Nova Fronteira, 2021)